# Baynes Sound Connector
Die Baynes Sound Connector ist eine Seilfähre der kanadischen Reederei BC Ferries.

## Geschichte
Die Fähre wurde von E.Y.E. Marine Consultants in Bedford entworfen. Sie wurde unter der Baunummer 189 auf der zur Seaspan-Gruppe gehörenden Werft Vancouver Shipyards in North Vancouver gebaut. Die Kiellegung fand am 28. November 2014 statt, die Fertigstellung erfolgte am 19. November 2015. Die Baukosten beliefen sich auf rund 15 Mio. kanadische Dollar.
Die Fähre verkehrt seit Februar 2016 auf der etwa 1,9 Kilometer langen Strecke über den Baynes Sound zwischen Buckley Bay und Denman Island. Die Verbindung gilt als die längste Seilfährenstrecke der Welt. Sie ist im Guinness-World-Records-Buch mit einer Länge von 1961,48 Metern eingetragen.
Die Baynes Sound Connector ist die einzige Seilfähre von BC Ferries. Sie ersetzte die zuvor auf der Strecke verkehrende, freifahrende Fähre Quinitsa. Während die Seilfähre den Baynes Sound quert, ist der betroffene Gewässerabschnitt für andere Wasserfahrzeuge gesperrt.
Benannt ist das Schiff nach der Meerenge zwischen Vancouver Island und Denman Island, die es quert.

## Technische Daten und Ausstattung
Die Fähre verkehrt mithilfe eines Fahrseils, an dem sie von zwei hydraulisch betriebenen Seilscheiben über den Bayes Sound gezogen wird. Auf beiden Seiten der Fähre befinden sich Tragseile, die die Fähre auf Kurs halten. An Bord stehen zwei Dieselmotoren zur Verfügung. Diese treiben die Hydraulikpumpe sowie zwei Generatoren für die Stromversorgung an. Für die Antriebstechnik stehen zwei getrennte Maschinenräume zur Verfügung, die auf dem Hauptdeck untergebracht sind. Für den Normalbetrieb reicht ein Dieselmotor aus, der zweite dient der Redundanz. Die Seile sind für den Betrieb der beladenen Fähre mit 780 t Gesamtgewicht ausgelegt. Das Fahrseil wird jährlich durch ein neues Seil ersetzt und ersetzt seinerseits eines der beiden Tragseile, so dass diese alle zwei Jahre ersetzt werden.
Die Fähre kann mit deutlich geringerer Motorenleistung betrieben werden als eine vergleichbare freifahrende Fähre. Dadurch wird weniger Treibstoff verbraucht und entstehen weniger CO2-Emissionen. Weitere Einsparungen ergeben sich durch die geringere Besatzungsstärke und geringere Kosten für die Instandhaltung.
Die Fähre verfügt über ein Fahrzeugdeck mit vier Fahrspuren, das von beiden Enden über landseitig angelegte Rampen zugänglich ist. Sie kann 45 Pkw befördern.
Im mittleren Bereich der Fähre befinden sich Decksaufbauten. Hier ist neben den Maschinenräumen unter anderem ein Aufenthaltsraum für Passagiere eingerichtet. Darüber befinden sich Räume für die Schiffsbesatzung. Auf die Decksaufbauten ist mittig das Steuerhaus aufgesetzt. Die Fähre ist für die Beförderung von 200 Personen zugelassen.